# Jōji Hattori
Jōji Hattori (jap. 服部 譲二, Hattori Jōji; * 21. Januar 1969 in Tokyo) ist ein japanischer Violinist und Dirigent.

## Ausbildung
Joji Hattori wurde in Japan geboren, verbrachte seine Kindheit jedoch in Wien, wo regelmäßige Opern- und Konzertbesuche sowie Hausmusikabende mit führenden Wiener Musikern seine musikalische Entwicklung prägten. Seinen ersten Geigenunterricht erhielt Joji Hattori im Alter von fünf Jahren, später führte er seine Studien an der Wiener Musikhochschule unter Rainer Küchl fort. Zudem studierte Hattori bei Yehudi Menuhin, Michel Schwalbé und Vladimir Spivakov. 
1989 gewann er den Internationalen Yehudi Menuhin Violin-Wettbewerb in England. 1991 errang er beim 2. Internationalen Violinwettbewerb Leopold Mozart in Augsburg den 2. Preis.
In beiden Kulturen verankert und mit dem Ursprung seiner musikalischen Laufbahn in der Kammermusik, ist er heute einer der wenigen Musiker asiatischer Herkunft, die international als Interpreten der Wiener Klassik anerkannt werden.

## Leben
2002 wurde er im ersten Maazel-Vilar Dirigier-Wettbewerb (New York) unter 362 Kandidaten ausgewählt, in der Carnegie Hall ein Debütkonzert mit dem St. Luke Symphony Orchestra zu dirigieren. Er erhielt den Lincoln Maazel Fellowship Preis und wurde ab diesem Zeitpunkt von Lorin Maazel als Dirigent gefördert. Nach einem Jahrzehnt solistischer Tätigkeit wechselte er nun zum Dirigieren über.
Sein Operndebüt (2004) an der Wiener Kammeroper mit La finta giardiniera von Mozart wurde einstimmig von allen Wiener Zeitungen gepriesen. Seine Japan-Erstaufführung von Leoncavallos Zaza am New National Theatre in Tokio führte zu einer Rückeinladung, das Mozart-Gedenkjahr 2006 mit einer Produktion der Zauberflöte an Japans erstem Opernhaus zu eröffnen.
Sommer 2014 wurde Joji Hattori Erster Gastdirigent und Ko-Intendant des Symphonieorchesters der Balearen. Seit 2004 arbeitet er regelmäßig mit dem Wiener KammerOrchester, dessen Associate Guest Conductor er ist. Von 2007 bis 2008 war Hattori Erster Kapellmeister am Theater Erfurt, von 2009 bis 2011 Musikalischer Leiter des Sommer-Festivals Kittsee. Im Juni 2009 debütierte Hattori an der Wiener Staatsoper mit drei Aufführungen der Zauberflöte. Joji Hattori ist ferner Künstlerischer Leiter des Tokyo Ensemble, eines projektbezogenen Kammerorchesters in Japan, das er 2001 ins Leben rief. 
Als Gastdirigent leitet er zahlreiche bedeutende Orchester, darunter das Philharmonia Orchestra London, die Wiener Symphoniker, die Slowakische Philharmonie oder das Yomiuri Symphonieorchester Japan und arbeitet mit namhaften Solisten wie Maria João Pires, Elisabeth Leonskaja oder Sarah Chang. 
Joji Hattori ist Präsident des Internationalen Yehudi Menuhin Violin-Wettbewerbs und hat eine Gastprofessur an der Royal Academy London inne, wo er 2003 zum Ehrenmitglied ernannt wurde. Darüber hinaus studierte er Soziologie an der Universität Oxford (St. Antony College) und widmet sich der Forschung im Bereich nationale Identitäten. Hattori lebt in Wien, wo er im 1. Bezirk ein japanisches Restaurant betreibt.